# 金沙朗
金 沙朗（キム・サラン、英語: Kim Sa Rang、朝鮮語: 김사랑、1989年8月22日 - ）は、大韓民国の男子バドミントン選手。BWF世界ランキング最高位は2位。

## 経歴
男子ダブルスでは主に金基正とペアを組む。
2012年、ダイハツ・ヨネックスジャパンオープンでは、決勝でマレーシアのクー・キンキット / タン・ブンホンを破って優勝。BWFスーパーシリーズ初タイトル獲得となった。
同年のアジア選手権では、決勝で遠藤大由 / 早川賢一を破って金メダルを獲得した。